# Монтас, Фрэнки
Франселис «Фрэнки» Монтас Луна (англ. Francelis «Frankie» Montas Luna; 21 марта 1993, Саинагуа) — доминиканский бейсболист, питчер клуба Главной лиги бейсбола «Нью-Йорк Янкис».

## Карьера
Франселис Монтас родился 21 марта 1993 года в Саинагуа в провинции Сан-Кристобаль. В 2009 году он в статусе международного свободного агента подписал контракт с клубом «Бостон Ред Сокс». До 2013 года Монтас играл в фарм-командах системы клуба в Доминиканской летней лиге, Лиге Галф-Коста, «Лоуэлл Спиннерс» и «Гринвилл Драйв». По ходу чемпионата 2013 года он был обменян в «Чикаго Уайт Сокс», оставшуюся его часть играл за «Каннаполис Интимидейторс».
В 2014 году Монтас поочерёдно травмировал мениск на обоих коленях. Несмотря на это, он успел сыграть 15 матчей стартовым питчером за «Уинстон-Сейлем Дэш» и «Бирмингем Бэронс», по итогам сезона его показатель пропускаемости составил 1,44. После его завершения он был включён в расширенный состав «Уайт Сокс». В составе «Бэронс» он полностью отыграл сезон Южной лиги, принял участие в Матче всех звёзд будущего. В сентябре Монтаса перевели в основной состав «Чикаго» и он дебютировал в Главной лиге бейсбола. Всего в 2015 году он сыграл за «Уайт Сокс» в семи матчах.
После завершения сезона 2015 года Монтас в ходе трёхсторонней сделки с участием «Цинциннати Редс» перешёл из «Уайт Сокс» в «Лос-Анджелес Доджерс». Перед началом нового чемпионата ожидалось, что он займёт место в стартовой ротации или буллпене новой команды, но в феврале он перенёс операцию. В системе «Доджерс» он дебютировал в мае 2016 года в составе «Талсы Дриллерс». Затем он провёл несколько матчей в ААА-лиге за «Оклахому-Сити Доджерс», получил ещё одну травму и завершил сезон, сыграв всего 16 иннингов. В межсезонье его отдали в «Окленд Атлетикс» как часть компенсации за переход питчера Рича Хилла и аутфилдера Джоша Реддика.
Регулярный чемпионат 2017 года Монтас начал в буллпене «Атлетикс», но испытывал серьёзные проблемы в игре и был переведён в фарм-клуб ААА-лиге «Нэшвилл Саундс». Уровнем ниже он играл в качестве стартового питчера. В основной состав «Окленда» его вернули уже по ходу следующего сезона. В чемпионате 2018 года Монтас провёл на поле 65 иннингов, заметно сократив число пропускаемых хоум-ранов.
Сезон 2019 года он начал в стартовой ротации «Атлетикс». Монтас успел сыграть за команду в 15 матчах, прежде чем в июне получил 80-матчевую дисквалификацию за нарушение антидопинговых правил лиги. На момент вынесения наказания он одержал девять побед при двух поражениях и входил в число десяти лучших питчеров Американской лиги в трёх статистических категория. В июле 2020 года он был назван стартовым питчером «Окленда» на День открытия сезона. После первых четырёх игр сезона его пропускаемость составляла 1,57, но к концу этот показатель вырос до 5,60. По ходу чемпионата Монтас испытывал проблемы со спиной и шеей, пропустив некоторое время.
В 2021 году Монтас заметно прогрессировал. Он провёл рекордные для себя 32 матча, одержав тринадцать побед при девяти поражениях при показателе ERA 3,37. В 187 сыгранных иннингах он сделал 207 страйкаутов. Издание Bleacher Report по итогам чемпионата включило его в число 25 лучших питчеров лиги. В голосовании, определявшем обладателя приза Сая Янга, Монтас занял шестое место. В первой части сезона 2022 года он провёл в составе «Атлетикс» 19 игр с пропускаемостью 3,18, сделав 109 страйкаутов. Летом клуб обменял его и реливера Лу Тривино в «Нью-Йорк Янкис». После перехода Монтас сыграл в восьми матчах, но ни в одном из них не смог провести на поле шесть иннингов из-за проблем с плечом. В феврале 2023 года ему сделали операцию, из-за которой он выбыл из строя на длительный срок.